# Prowincja Caserta
Prowincja Caserta (wł. Provincia di Caserta) – prowincja we Włoszech. 
Nadrzędną jednostką podziału administracyjnego jest region (tu: Kampania), a podrzędną jest gmina.
Liczba gmin w prowincji: 104.